# Pandita
Pandita či pandit (dévanágarí पण्डित; doslova „učenec“) je obecný, ne zcela vymezený termín pro učence, učitele či jiného vzdělance v oblasti hinduismu, případně jiných systémů indické filosofie. Pokud jsou ršiové těmi, kterým byly posvátné texty hinduismu zjeveny, pandité jsou ti, kteří je vykládají a dále šíří.
Přídomek pandit se často používá i jako součást jména (např. Sakja Pandita).